# Pilblad
Pilblad (Sagittaria sagittifolia) är en växtart i familjen svaltingväxter. Pilbladet växer i vatten och bildar blad av två olika typer, dels smala och avlånga undervattensblad och dels långskaftade, pilliknande blad som flyter på eller sticker upp ovanför vattenytan. Den har vita blommor med purpurröda fläckar vid kronbladens bas. Den är upptagen i den svenska rödlistan som nära hotad (NT).

## Användning
Pilbladet har stärkelserika rötter och prästen och botanikern Pehr Osbeck (1723-1805) skrev efter en resa till Kina (1750-1752) att där fanns en stor variant av pilblad som odlades som föda. Enligt Osbeck torkades rötterna och smakade som torra ärtor.

## Etymologi
Pilbladets artepitet, sagittifolia, kan härledas ur latinets ord för pil, sagitta, och blad, folium, och syftar på utseendet på växtens blad. Bland de många äldre namn som getts pilört finns skäkta (jämför skäkta, en bredbladig pil), bläcke, skottgräs, sylgräs och pilblomster. Pilblad har även tidigare kallats pilört, men detta namn används idag om en helt annat växtart, pilörten (Persicaria lapathifolia).